# Peter Kalangula
Peter Tanyangenge Kalangula (* 12. März 1926 in Omafo, Südwestafrika; † 20. Februar 2008 in Windhoek) war ein namibischer Politiker und anglikanischer Geistlicher. Von 1981 bis 1989 war er als Vorsitzender des Exekutivrates des Ovambolandes faktisches Staatsoberhaupt des von 1973 bis 1989 autonomen Landes.

## Biografie
Kalangula ging auf die St. Mary’s School in Odibo, ehe er sich zum Lehrer ausbilden ließ. 1966 nahm er ein Theologiestudium durch die anglikanische Kirche auf. Er studierte zunächst am Federal Theological Seminary im südafrikanischen Alice, ehe er an das St. Bede’s Theological College in Mthatha wechselte.
Er wurde durch die Church of the Province of Southern Africa zum Diakon bestellt, jedoch anschließend aufgrund von Unstimmigkeiten mit einem Bischof nicht ordiniert. Er verlangte eine eigene anglikanische Diözese für das Ovamboland und die Abtrennung des Gebietes von der Diözese Damaraland. Kalangula kehrte schlussendlich der anglikanischen Gemeinschaft den Rücken und gründete die Ovamboland Anglican Church als unabhängige afrikanische Kirche. Die Ovamboland Anglican Church schloss sich später der Church of England in Südafrika an. Er wurde 1979 zum Priester geweiht.
1973 trat er in den Legislativrat des Ovambolandes ein. Er war von 1975 bis 1977 Mitglied der Turnhallenkonferenz und war später als Mitglied der Namibia Democratic Party (NDP) Teil der Demokratischen Turnhallenallianz (DTA). 1978 nahm er an der Wahl zum Legislativrate von Südwestafrika teil und wurde für die DTA zum Abgeordneten bis 1983 gewählt. Nachdem er es nicht schaffte die DTA zu einer Einheitspartei zu bewegen, verließ Kalangula diese und gründete die Christian Democratic Action for Social Justice (CDA).
Von 1981 bis 1989 war Kalangula faktisches und letztes Staatsoberhaupt des autonomen Ovambolandes.